# 神戸常盤大学
神戸常盤大学（こうべときわだいがく、英語: Kobe Tokiwa University）は、兵庫県神戸市長田区大谷町2-6-2に本部を置く日本の私立大学。1908年創立、2008年大学設置。

## 沿革
- 1908年 私立家政女学校開校
- 1967年 神戸常盤短期大学開学。幼児教育科、衛生技術科を設置
- 2008年 神戸常盤大学開学。短期大学を神戸常盤大学短期大学部に改組
- 2012年4月 - 教育学部こども教育学科を開設
- 2020年4月 - 保健科学部放射線学科を開設
- 2022年4月 - 短期大学部口腔保健学科（3年制）を改組し、保健科学部に口腔保健学科（男女共学・4年制）を開設。[1]
- 2022年4月 - 看護学部を開設

## 学部・学科
- 保健科学部
  - 医療検査学科
  - 看護学科（2025年4月学生募集停止）
  - 診療放射線学科
  - 口腔保健学科（2022年4月開設）
- 看護学部（2025年4月開設）
  - 看護学科
- 教育学部
  - こども教育学科

## 取得可能資格
- 医療検査学科
  - 臨床検査技師国家試験受験資格
  - 細胞検査士受験資格
  - 第一種衛生管理者免許
- 看護学科
  - 看護師国家試験受験資格
  - 保健師国家試験受験資格
  - 養護教諭一種免許状
  - 養護教諭二種免許状
  - 第一種衛生管理者免許
- こども教育学科
  - 保育士資格
  - 幼稚園教諭一種免許状
  - 小学校教諭一種免許状

## 学生生活
- キャンパススケジュール
  - 4月 入学式、学外オリエンテーション(学外の施設で1泊し、学生、教員の親睦をはかる)
  - 5月8日 創立記念日
  - 11月 学園祭
- クラブ・サークル
  - 文化系
    - 病理部
    - 美術部
    - ボラんティア部
    - イムノヘマトロジー部
    - 軽音楽部
    - 放送部
    - 乳児保育研究会
    - 写真散策
    - 遊友悠
    - 自由研究同好会

  - 体育系
    - バドミントン部
    - テニス部
    - 男女バレーボール部
    - バスケットボール部
    - 卓球部
    - ソフトテニス部
    - スキースノーボード部
    - フットサル部
    - ダンス部
    - 陸上競技部
    - 弓道同好会
    - ヨガ同好会
    - E.Sサークル
    - 野球部

## 付属施設
- ときわ病院
- 神戸常盤大学歯科診療所
2009年（平成21年）7月に口腔保健研究センター内に設置[2]。一般患者は自由診療のみ受け入れていたが、2022年春に改装されるとともに、一般患者は保険診療の治療も受けられるようになった（予約制）[3]。
- 神戸常盤大学附属ときわ幼稚園